# Antonow An-26
Die Antonow An-26 (NATO-Bezeichnung: Curl) ist ein vorrangig für den militärischen Einsatz entwickelter taktischer Kampfzonentransporter des ukrainischen (ehemals sowjetischen) Konstruktionsbüros O. K. Antonow aus den 1960er-Jahren. Sie basiert auf der primär für zivile Transportaufgaben entworfenen Antonow An-24.

## Geschichte
Die An-26 wurde als leichtes Transportflugzeug für den Einsatz auf Kurz- und Mittelstrecken entwickelt. Die erste Serienmaschine № 03-01 verließ das Werk am 29. August 1969. 1983 begann die Volksrepublik China mit einer Lizenzproduktion als Y-7H (auch anfangs Y-14-100). Unter dem Namen An-50 war eine mit vier Düsentriebwerken ausgestattete An-26 geplant, die jedoch nicht über das Projektstadium hinaus kam. Insbesondere für hoch gelegene und heiße Flugplätze entstand der Nachfolgetyp An-32, der seit 1976 produziert wird. Weitgehend baugleich mit der An-26 ermöglichen stärkere Triebwerke und größere Luftschrauben unter anderem eine höhere Nutzlast.

## Konstruktion

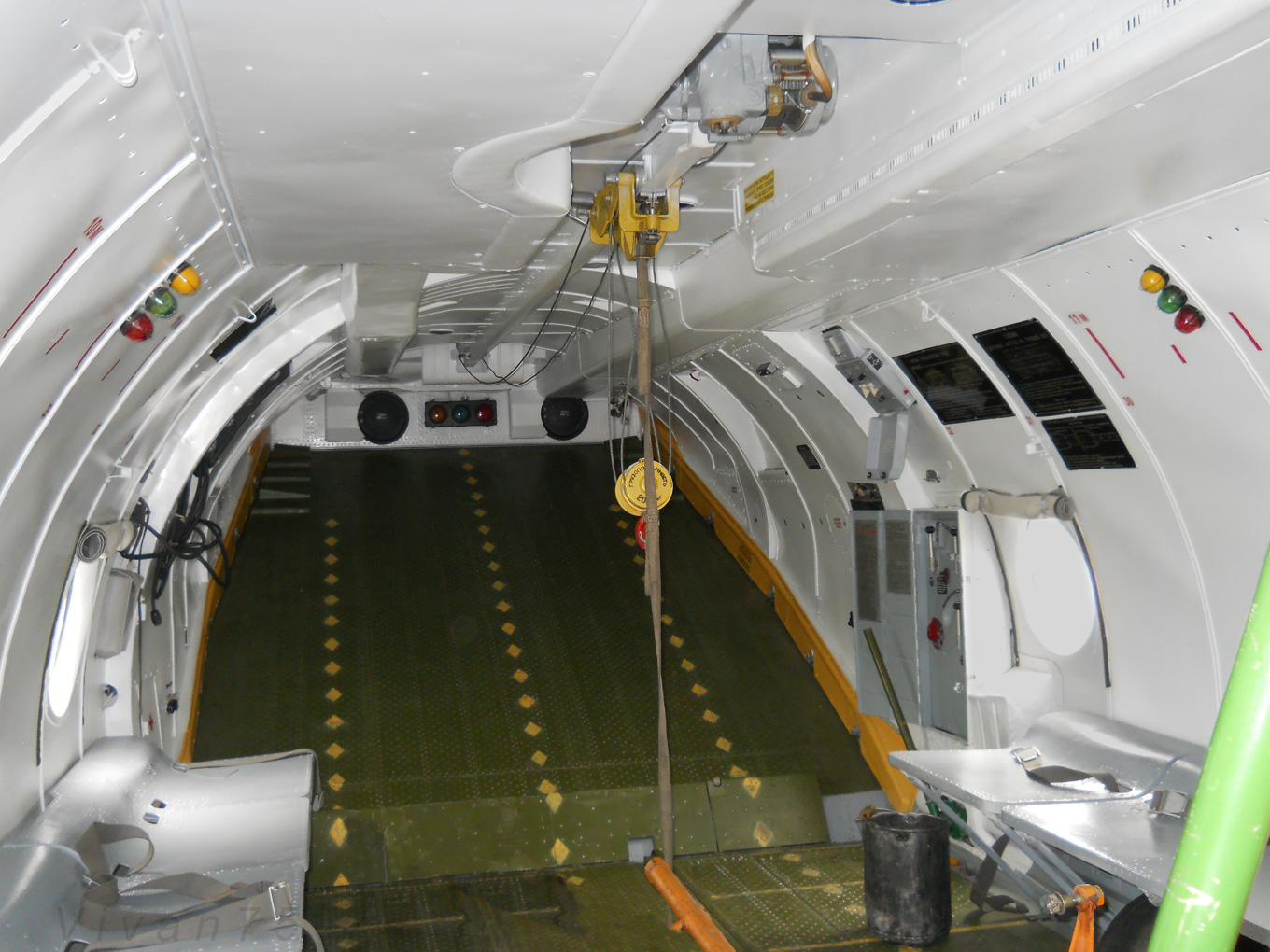
Innenraumheck mit Laderampe und Ladegeschirr

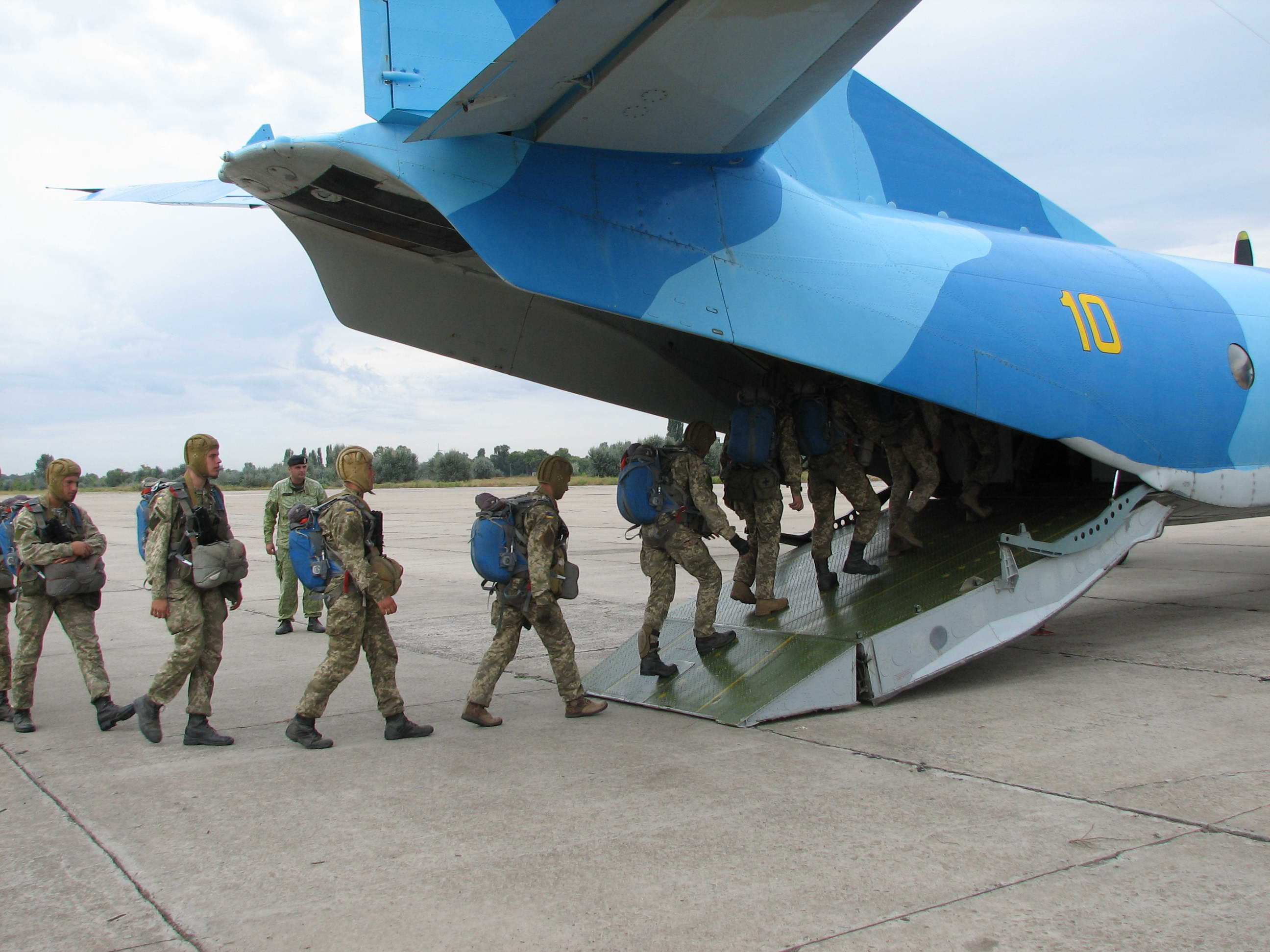
Truppentransport, Ukraine, 2018

Gegenüber der An-24 wurden Kabinenboden und Fahrwerk verstärkt sowie das Rumpfheck völlig umgestaltet. So ist im Rumpfhinterteil eine Laderampe eingebaut. Beidseitig der Heckladeluke befinden sich zwei Stabilisierungsflossen zur Verbesserung der Richtungsstabilität. Die große Heckladeluke ermöglicht das schnelle Verladen von sperrigen Gütern sowie kleinen Kraftfahrzeugen. Durch das Absenken der Ladeluke können die Fahrzeuge direkt in den Laderaum fahren. In einer zweiten Öffnungsvariante kann die Rampe unter den Rumpf gefahren werden. In dieser Stellung ist der Abwurf von Lasten bzw. das Absetzen von Fallschirmspringern während des Fluges möglich. Am Boden erleichtert diese Variante auch die Be- und Entladearbeiten, beispielsweise vom LKW. Die Be- und Entladearbeiten werden durch einen an der Decke des Laderaumes befindlichen Hebezug (2.000 kg), ein im Laderaumboden eingebautes Transportband und ein Spill erleichtert. Auf den Klappsitzen zu beiden Seiten des druckbelüfteten Frachtraums (Differenzdruck 0,29 bar) können Passagiere oder Fallschirmspringer transportiert werden.
Es gibt auch Salonvarianten mit Zwischenwand für Personen- und auch Frachttransport.
In der rechten Triebwerksgondel wurde ein zusätzliches Strahltriebwerk (RU-19A-300) eingebaut. Es dient als Startturbine, Unterstützung bei An- und Abflügen von hochgelegenen Plätzen, Steigflughilfe usw.
Auf der linken Rumpfseite ist im Cockpit-Segment ein blasenförmiges Beobachtungsfenster (Blister) am Arbeitsplatz des Navigators eingebaut. Ein im Blister eingebautes Visier hilft bei Absetzaufgaben und navigatorischen Berechnungen. Die An-26B hat keinen Blister.

## Varianten

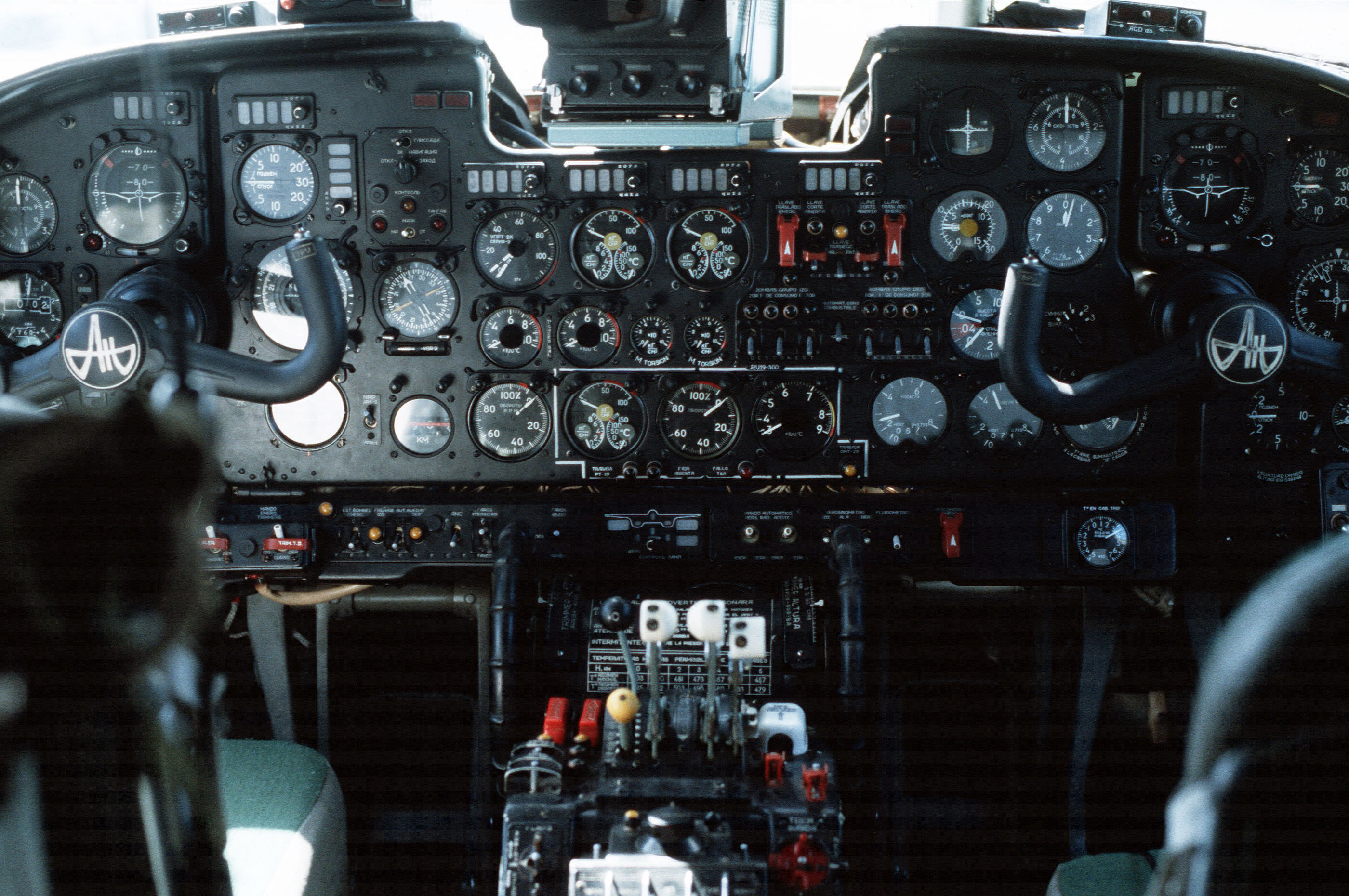
Cockpitaufnahme aus einer kubanischen An-26

- An-26 („Curl-A“): Basisvariante als taktischer Kampfzonentransporter
- An-26B: Diese 1981 eingeführte Variante verfügt zusätzlich im Frachtraum über Rollenschienen, die bei Nichtgebrauch im Rumpf verstaut werden. Zudem wird das stärkere Turboproptriebwerk SMKB Progress (Iwtschenko) Al-24WT verwendet
- An-26BRL: Variante zur Aufklärung über der Arktis
- An-26L: Variante zur Flugplatz-Kalibrierung
- An-26M: Variante als Ambulanzflugzeug
- An-26P: Variante zur Feuerbekämpfung mit Tanks im Rumpf
- An-26RTR: Variante für EKF (ELINT, SIGINT und Elektronische Kriegsführung)
- An-26ST: Spezielle Variante für die NVA. Salonausführung mit Passagierabteil (12 Sitze, 2 Tische)
- Y-7H: Die in China bei Xi’an Aircraft Industry Company (XAC) hergestellte Kopie der An-26-Militärfrachtmaschine wird dort als Yunshu-7 bezeichnet
- Y-7-500: Variante der An-26 für den zivilen Luftverkehr, hergestellt in China bei Xi’an Aircraft Industry Company

## Militärische Nutzer

### Aktuelle Nutzer
- Afghanistan: 2
- Angola: 12
- Äthiopien: 1
- Belarus (Luftstreitkräfte): 6
- Benin: 2 (abgestellt)
- Bulgarien: 3
- Volksrepublik China: 27 (als Xian Y-7)
- Jemen: 26
- Kambodscha: 1
- Kap Verde: 3
- Kasachstan: 1
- Kirgisistan: 2

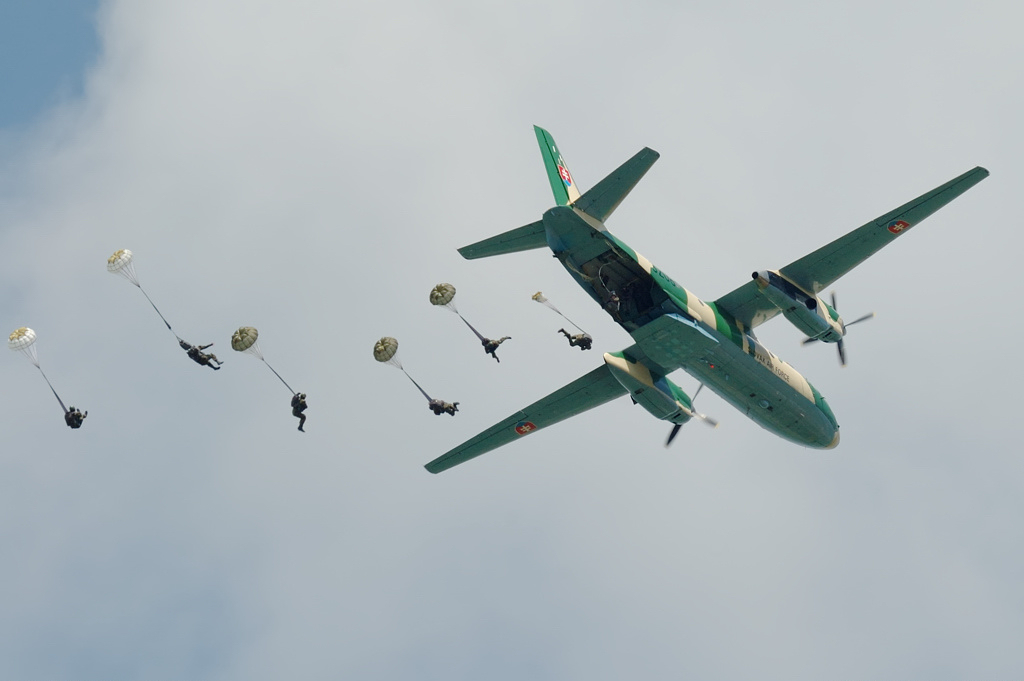
Slowakische An-26 beim Absetzen von Fallschirmspringern

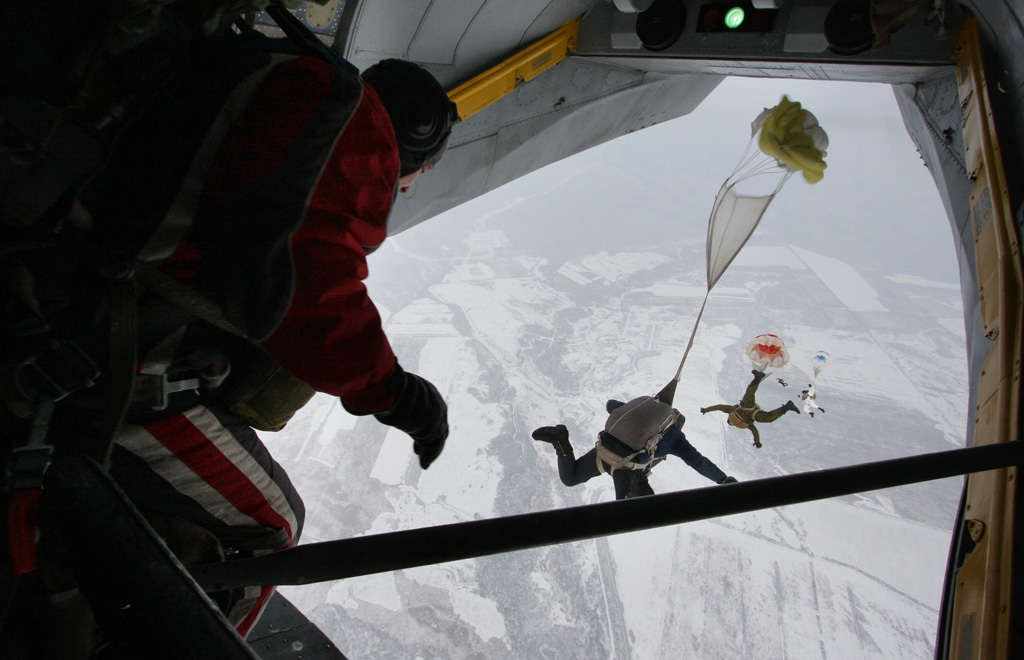
Absetzen von Fallschirmspringern aus einer An-26 der russischen Pazifikflotte (2009)

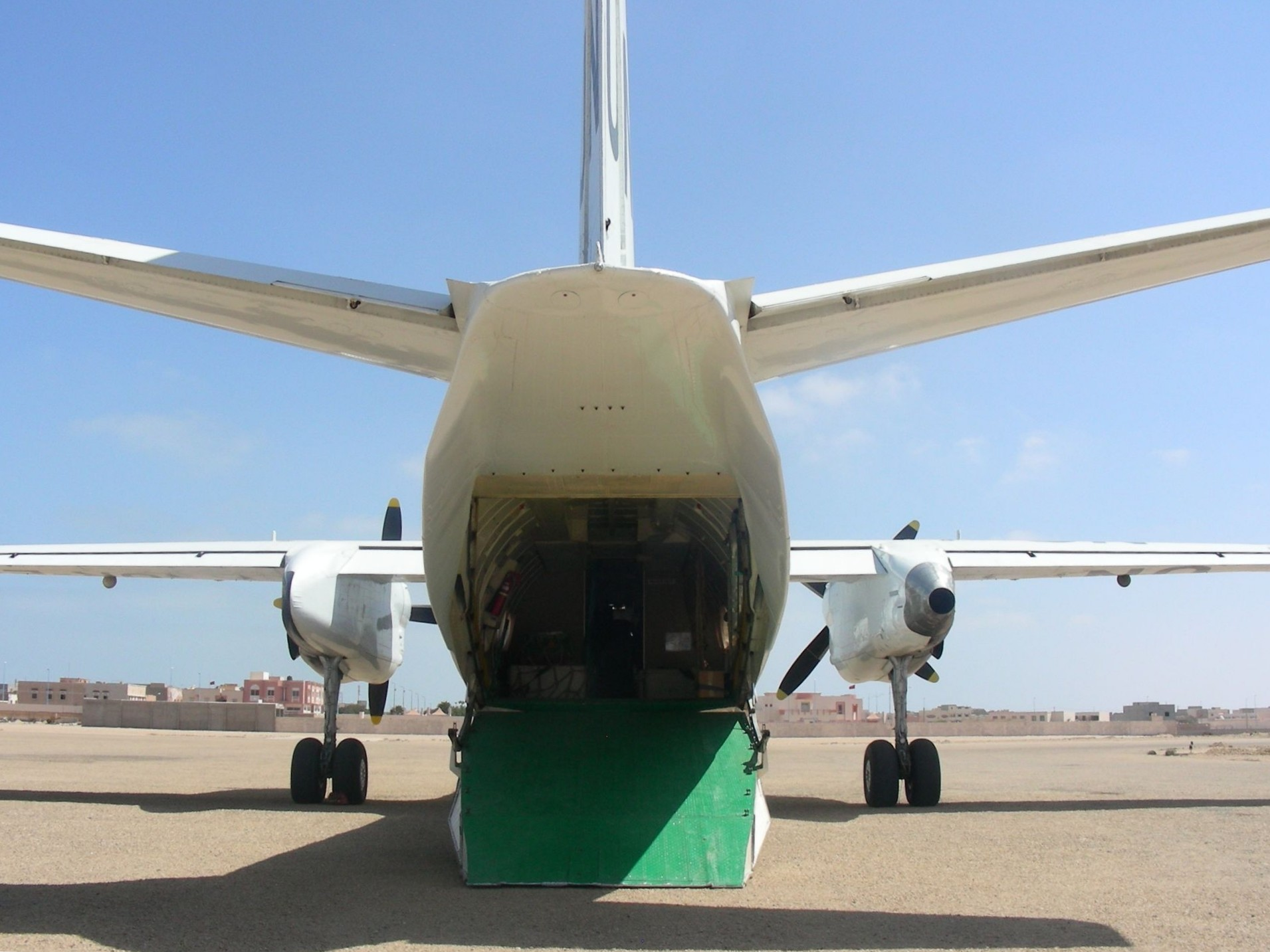
Heckansicht mit geöffneter Ladeluke. Zusatztriebwerk RU-19 in der rechten Gondel.

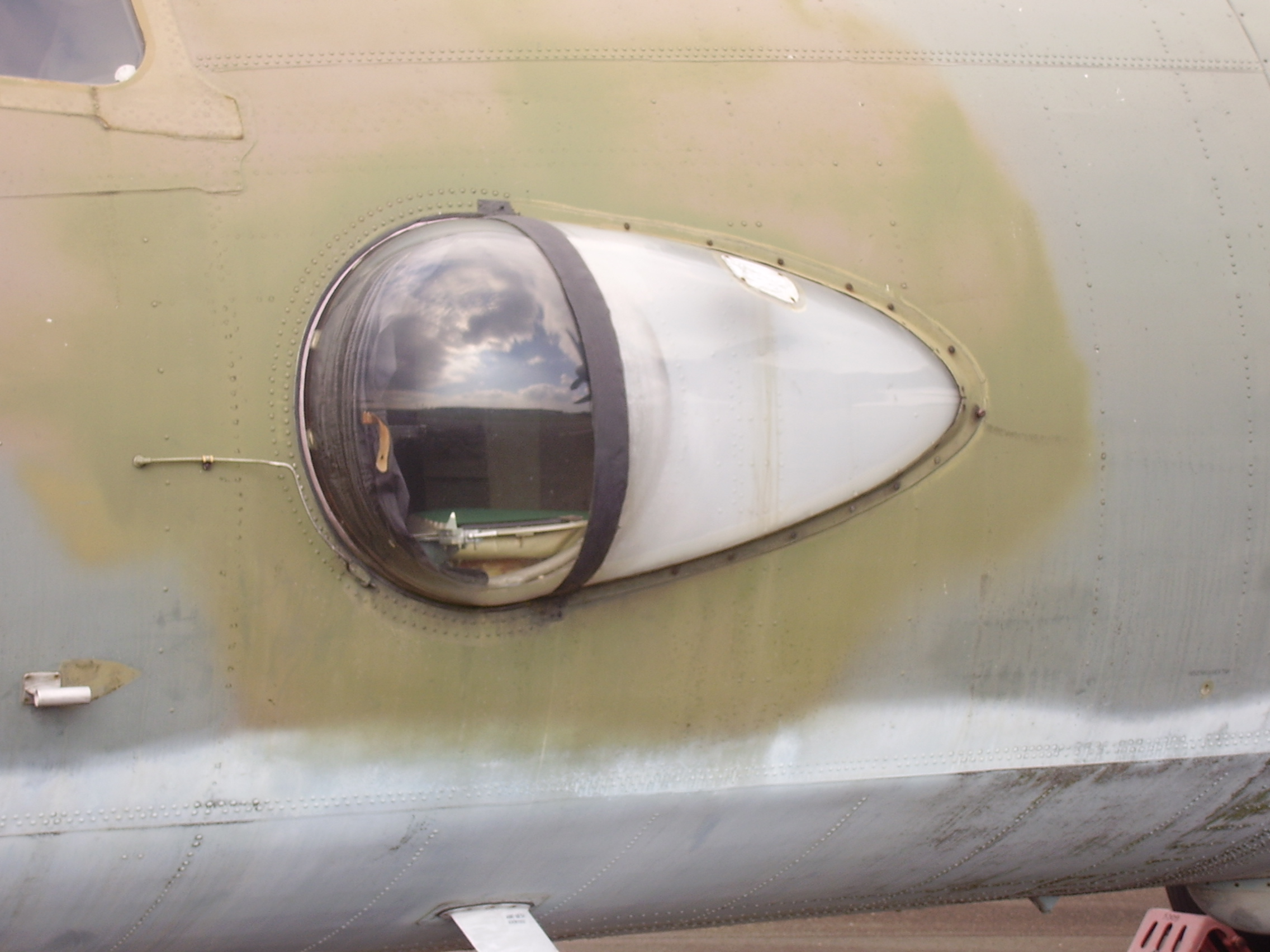
Navigatorblister der 52+09 ex NVA 369 im Militärhistorischen Museum Berlin-Gatow

- Demokratische Republik Kongo: 1
- Kuba: 4
- Laos: 3
- Libyen: 10
- Madagaskar: 4 (Armée de l’Air Malgache)
- Mali: 1
- Moldau: 1
- Mongolei: 1
- Mosambik: 5
- Namibia: 2
- Nicaragua: 2
- Niger: 1
- Nordkorea:
- Rumänien: 4
- Russland: mehr als 30
- Sambia: 4
- Serbien: 8
- Slowakei: 2
- Syrien: 5
- Turkmenistan: 10
- Tschad: 1
- Ungarn: 4
- Ukraine: 31
- Usbekistan: 13
- Vietnam: 48

### Ehemalige Nutzer
- Bangladesch: 2 (alle ausgemustert)
- Deutsche Demokratische Republik: Luftstreitkräfte der Nationalen Volksarmee
 Deutschland: Luftwaffe: 12
Die NVA-LSK beschafften von 1980 bis 1986 zwölf An-26 und setzten sie im Rahmen der Transportfliegerstaffel 24 ein, zum Teil auch für Hilfseinsätze in Äthiopien und Mosambik. Am 3. Oktober 1990 wurden sie von der Luftwaffe (Bundeswehr) übernommen und flogen teilweise noch bis 1994 im Lufttransportgeschwader 65.
- Guinea-Bissau: (alle ausgemustert)
- Irak: 5 (alle ausgemustert)
- Jugoslawien: (an Folgestaaten weitergegeben)
- Litauen: 3 (alle ausgemustert)
- Pakistan: (alle ausgemustert)
- Peru: 22 (1977–1993)
- Polen: 12 (1972–2009)
- Somalia: 4 (alle ausgemustert)
- Sowjetunion: (an Folgestaaten weitergegeben)
- Tansania: (alle ausgemustert)
- Tschechien: 4 (alle ausgemustert)
- Tschechoslowakei: (an Folgestaaten weitergegeben)

## Zwischenfälle
Vom Erstflug 1969 bis Februar 2022 kam es mit Antonow An-26 zu 172 bekannt gewordenen Totalschäden. Bei 93 davon kamen 1549 Menschen ums Leben. Auszüge:
- Am 29. November 1982 flog eine Antonow An-26 der TAAG Angola Airlines (Luftfahrzeugkennzeichen D2-TAB) nahe Monte Bibala in einen Berg. Keiner der 15 Insassen überlebte.[2]

- Am 26. Dezember 1993 verunglückte eine Antonow An-26B der russischen Kuban Airlines (RA-26141) bei der Landung auf dem Flughafen Gjumri (Armenien), wobei nur einer der 36 Menschen an Bord überlebte. Die Maschine befand sich auf einem Frachtflug von Krasnodar (Südrussland) und war mit zwei schlecht verzurrten Fahrzeugen sowie Benzinkanistern beladen. Der Kapitän hatte entschieden, zusätzlich noch 31 Passagiere in dem Frachtflugzeug mitzunehmen. Bei einer Sicht von nur 200 Metern in dichtem Nebel, weit unter den vorgeschriebenen Minima, schlug die völlig überladene Maschine nach Strömungsabriss bei einem missglückten Durchstartversuch in Rückenlage 3 Kilometer hinter dem Aufsetzpunkt auf.[3]

- Am 4. April 2001 verunglückte eine Antonow An-26 der Sudanesischen Luftwaffe (Kennzeichen unbekannt) beim Start in Adaril während eines Sandsturms. Dabei kamen 14 der 30 Insassen ums Leben, darunter hochrangige Offiziere.[4]

- Am 9. Januar 2007 stürzte eine moldawische Chartermaschine der Version An-26B-100 der AerianTur-M (ER-26068) 2,5 Kilometer vor der Landebahn der US-amerikanischen Balad Air Base, Irak ab. Dabei wurden 34 der 35 Insassen getötet.[5]

- Am 9. März 2016 stürzte beim Durchstartversuch drei Kilometer westlich des Flughafens Cox’s Bazar in Bangladesch eine An-26B der True Aviation (S2-AGZ) ab. Zuvor war dort der Start trotz Schubverlusts auf einem Triebwerk fortgesetzt worden. Nach dem Abstellen des Triebwerks startete der Kapitän aus unbekannten Gründen im Anflug wieder durch; dabei kam es zum Strömungsabriss. Von den vier Besatzungsmitgliedern überlebte nur der Navigator.[6]

- Am 14. Oktober 2017 stürzte eine von den französischen Streitkräften gecharterte An-26-100 der moldawischen Valan International Cargo Charter (ER-AVB) im Anflug auf Abidjan (Elfenbeinküste) bei schlechten Wetterbedingungen etwa 650 Meter vor der Landeschwelle ins Meer und zerbrach in mehrere Teile. Das Flugzeug war zum Zeitpunkt des Unfalls 42 Jahre alt.[7][8] Bei dem Unfall kamen vier der sechs moldawischen Besatzungsmitglieder ums Leben, die vier französischen Passagiere wurden verletzt.[9]

- Am 6. März 2018 stürzte eine An-26 der Russischen Luftstreitkräfte (RF-92955) beim Landeanflug auf den syrischen Militärflugplatz Hmeimim gegen 15 Uhr Moskauer Zeit etwa 500 Meter vor der Start- und Landebahn ab. Alle an Bord befindlichen Militärangehörigen der Russischen Föderation, 33 Passagiere und sechs Besatzungsmitglieder, verstarben (siehe auch Absturz einer Antonow An-26 in Latakia).[10][11][12]

- Am 20. Dezember 2018 verunglückte eine An-26B der kongolesischen Gomair (9S-AGB) mit 7 (nach anderen Berichten 8) Besatzungsmitgliedern an Bord, die im Auftrag der Central Electoral National Independent Commission (CENI) unterwegs war, aus bisher unbekannter Ursache kurz vor dem Anflug auf die Landebahn 06 am Flughafen Ndjili (DR Kongo), wobei alle Personen an Bord ums Leben kamen. Seitens der Behörden wurde keine Suchaktion gestartet, dennoch wurde die Maschine etwa 24 Stunden später von Einheimischen gefunden, welche den Tod der Besatzung bestätigten.[13]

- Am 20. August 2020 stürzte eine Antonow An-26B der südsudanesischen South West Aviation (EX-126) kurz nach dem Start vom Flughafen Juba (Südsudan) ab. Das Flugzeug war auf dem Weg nach Wau und Aweil. Die in Kirgisistan registrierte Maschine war mit 8 Tonnen Fracht um 2,5 Tonnen überladen. Von den drei Besatzungsmitglieder und fünf Passagieren wurden 7 getötet, eine Person überlebte schwer verletzt.[14][15]

- Am 25. September 2020 verunglückte eine An-26 der ukrainischen Luftstreitkräfte (taktische Nummer gelbe 76) zwei Kilometer nördlich der Luftwaffenbasis Tschuhujiw in der Ukraine. Beim Training waren bereits 5 Starts und Landungen als Touch-and-Go durchgeführt worden, als von den Piloten nach dem sechsten Start ein Leistungsabfall im linken Triebwerk gemeldet und die Rückkehr zur Landung angekündigt wurde. Im Endanflug drehte das Flugzeug plötzlich scharf nach links, stürzte ab und fing Feuer. Bei dem Unfall kamen 26 der 27 Insassen ums Leben.[16][17]

- Am 6. Juli 2021 kollidierte eine An-26B-100 der russischen Regionalfluggesellschaft Petropavlovsk-Kamchatsky Air Enterprise (RA-26085) beim Anflug auf den Flughafen der russischen Stadt Palana mit einer Klippe. Alle 28 Insassen (sechs Besatzungsmitglieder und 22 Passagiere) wurden bei diesem CFIT (Controlled flight into terrain) während eines Sichtanfluges getötet (siehe auch Kamchatka Aviation Enterprise Flug PTK-251).[18]

- Am 22. September 2021 stürzte eine An-26 der Firma LPS Flight Checks & Systems (RA-26673), mit der in der Region Chabarowsk bodengestützte Navigations- und Funküberwachungssysteme überprüft werden sollten, 38 Kilometer südwestlich des Flughafens Chabarowsk nahe Korfowski[19] in der Taiga ab. Alle sechs Insassen kamen ums Leben.[20][21][22]

- Am 2. November 2021 stürzte eine Antonow An-26 der Optimum Aviation aus Benin (TR-NGT) kurz nach dem Start 2500 Meter nördlich des Flughafens Juba (Südsudan) ab. Die Maschine wurde für die südsudanesische Euro Airlines betrieben und war in Gabun registriert. Das Frachtflugzeug war mit 5,4 Tonnen Diesel in 28 Fässern auf dem Weg nach Doro (Maban) und war nach dem Abheben nur sehr langsam gestiegen. Alle 5 Besatzungsmitglieder kamen bei dem Unfall ums Leben.[23][24]

- Am 8. Februar 2022 kam eine Antonow An-26 der Südsudanesischen Luftwaffe (SP-402) auf dem Flugplatz Agok im Südsudan von der Landebahn ab. Bei der Bruchlandung brach der größte Teil der linken Tragfläche ab. Der Unfall wird auf den schlechten Zustand der Landebahn zurückgeführt, da er sich ereignete, nachdem das Flugzeug ein größeres Schlagloch überrollt hatte. Alle 12 Insassen überlebten.[25][26]

- Während des russischen Überfalls auf die Ukraine 2022 gingen am 24. Februar 2022 mindestens zwei Maschinen verloren. Gegen 13 Uhr MEZ stürzte eine An-26 in der Nähe des Flughafens Kiew-Hostomel ab. Von 14 Insassen seien mindestens 5 getötet worden.[27] Ebenfalls am 24. Februar 2022 stürzte eine An-26 der russischen Luftwaffe in der Region Woronesch ab. Die Besatzung kam ums Leben.[28]

## Technische Daten
| Kenngröße             | Daten An-26 |
| --------------------- | --- |
| Besatzung             | 5 (Pilot, Copilot, Funker, Flugingenieur, Navigator); (NVA: 4)                                                      |
| Passagiere            | 39 Passagiere oder 30 Fallschirmjäger                                                                               |
| Länge                 | 23,80 m |
| Spannweite            | 29,20 m |
| Höhe                  | 8,75 m |
| Flügelfläche          | 74,98 m² |
| Flügelstreckung       | 11,4 |
| Leermasse             | 15.020 kg |
| Nutzlast              | max. 5.500 kg |
| Startmasse            | normal 23.000 kg; max. 24.000 kg                                                                                    |
| Landemasse            | max. 24.000 kg |
| Abrollmasse           | max. 24.250 kg |

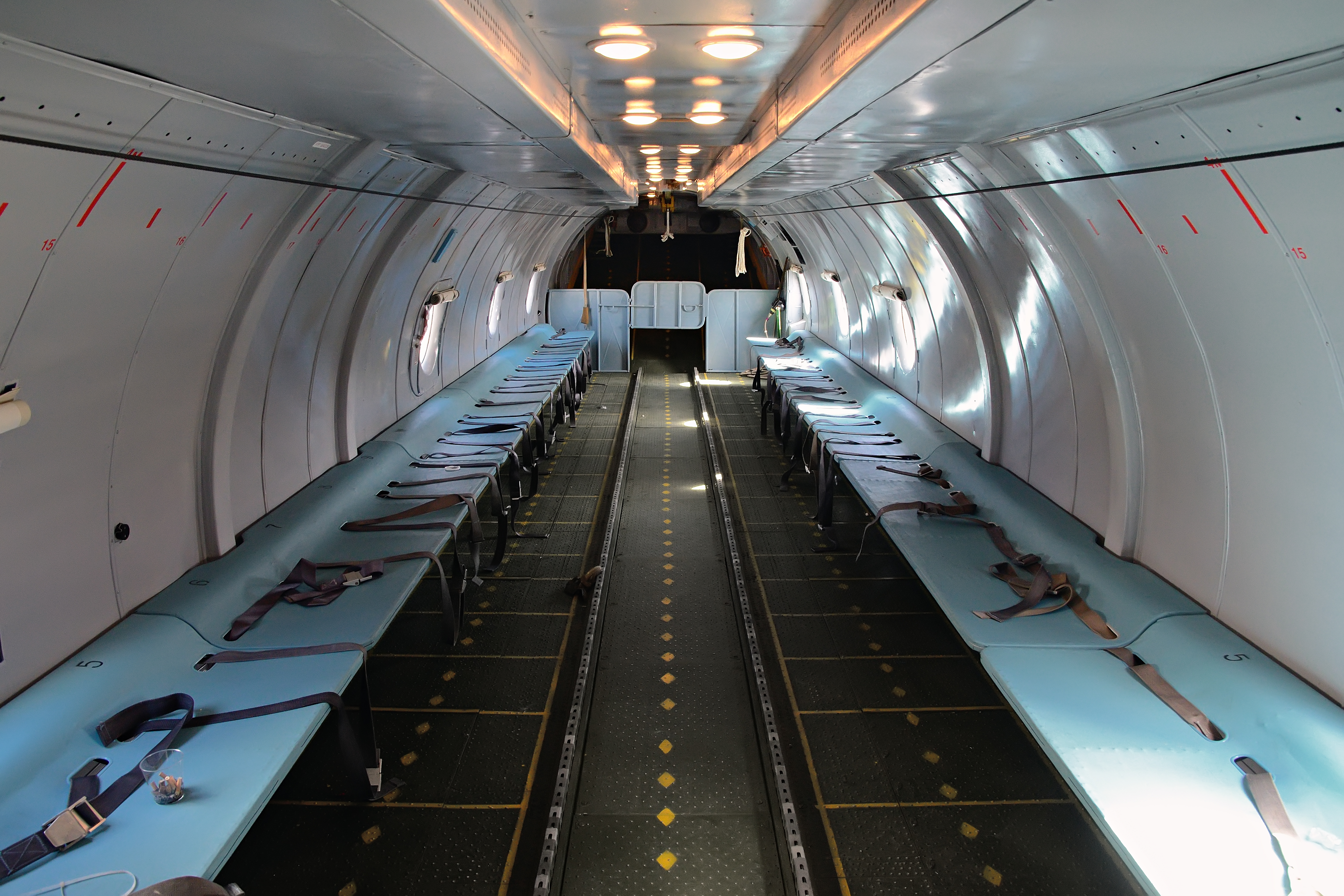
Laderaum der An-26. Für den Transport von Passagieren konnten die Klappsitze mit Schaumstoffauflagen versehen werden.

| Antrieb               | - zwei Propellerturbinen Iwtschenko AI-24T mit je 2.103 kW / 2820 PS - ein Turbojet Tumanski RU-19A-300 mit 7,85 kN |
| Höchstgeschwindigkeit | 680 km/h in 8.000 m                                                                                                 |
| Reisegeschwindigkeit  | 435 km/h in 6.000 m (bei normaler Startmasse)                                                                       |
| Dienstgipfelhöhe      | 8.100 m |
| Reichweite            | 900 km mit 4.500 kg Nutzlast                                                                                        |

## Bewaffnung
Bei Bedarf können seitlich im unteren Rumpfsegment vier Aufhängestationen befestigt werden, womit aus dem Transporter ein Hilfsbomber oder bewaffneter Patrouillenflieger wird. Die Bewaffnung beträgt bis zu 1.000 kg an vier seitlich am Rumpf befestigten Außenlaststationen und besteht aus ungelenkten Luft-Boden-Raketen oder ungelenkten Freifallbomben:
- 2 × UB-32A-57-Raketen-Rohrstartbehälter für je 32 ungelenkte Luft-Boden-Raketen vom Typ S-5 im Kaliber 57 mm
- 4 × FAB-250 (250-kg-Freifallbombe)

## An-26 in Museen
- Deutschland
  - An-26ST, BW 52+04, ex NVA 375 (DDR–SBN), ausgestellt im Technikmuseum Speyer. Durch eine nachträgliche weiß-rote Fantasielackierung und eine im Laderaum befindliche Tschaika-Limousine wird dieses Flugzeug fälschlicherweise als Erich Honeckers Privatmaschine deklariert.
  - An-26, BW 52+05, ex NVA 376 (DDR–SBD), ausgestellt im Schwäbischen Bauern- und Technikmuseum, Eschach-Seifertshofen
  - An-26, BW 52+08, ex NVA 368 (DDR–SBB), ausgestellt in der Flugausstellung L.+P. Hermeskeil
  - An-26(M), BW 52+09, ex NVA 369 (DDR–SBL), ausgestellt im Militärhistorischen Museum Flugplatz Berlin-Gatow

- Polen
  - An-26 „1509“, ausgestellt im Polnischen Luftfahrtmuseum in Krakau.
  - An-26 „1602“, ausgestellt im Museum der polnischen Armee in Warschau.